# Steinberg (Vogtland)
Steinberg ist eine Gemeinde im Osten des sächsischen Vogtlandkreises. Die Gemeinde entstand 1994 aus den Dörfern Rothenkirchen, Wernesgrün und Wildenau und ist benannt nach dem Steinberg bei Wernesgrün.

## Geografie

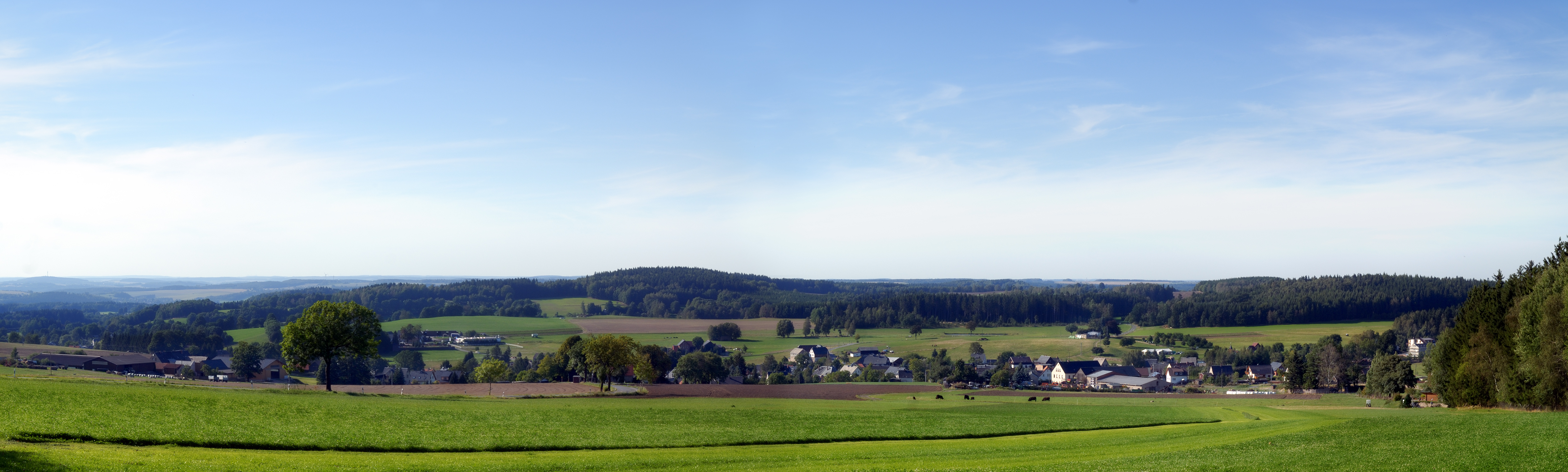
Ortsteil Wildenau

### Geografische Lage
Die Gemeinde liegt am Übergang der Naturräume Westerzgebirge und Vogtland im Naturpark Erzgebirge/Vogtland. Der namensgebende Steinberg (659 m ü. NHN) – ein bewaldetes Schutzgebiet – befindet sich im Zentrum zwischen den drei Ortsteilen. Der Großteil von Rothenkirchen liegt im oberen Tal des Rödelbachs, einem Zufluss der Zwickauer Mulde. Durch Wildenau fließt der Plohnbach, ein Zufluss der Göltzsch. Durch Wernesgrün fließt der Wernesbach, der ebenfalls in die Göltzsch mündet.

### Nachbarorte
|                                  | Stadt Kirchberg im Landkreis Zwickau        | Gemeinde Crinitzberg im Landkreis Zwickau |
| Stadt Rodewisch im Vogtlandkreis | Kompassrose, die auf Nachbargemeinden zeigt |                                           |
|                                  | Gemeinde Schönheide im Erzgebirgskreis      | Gemeinde Stützengrün im Erzgebirgskreis   |

Damit ist Rodewisch die einzige Kommune im Vogtlandkreis, dem auch Steinberg angehört, die an die Gemeinde grenzt.

### Gemeindegliederung
Die Gemeinde besteht aus den Ortsteilen Rothenkirchen, Wernesgrün und Wildenau und ist Mitglied der Gebietsgemeinschaft „Rund um den Kuhberg“.

## Geschichte

### Gemeindeentstehung
Die Gemeinde entstand am 1. März 1994 durch den Zusammenschluss der bisherigen Gemeinden Rothenkirchen, Wernesgrün und Wildenau.

### Einwohnerentwicklung
Entwicklung der Einwohnerzahl (31. Dezember):
| Jahr      | 1998  | 1999  | 2000  | 2001  | 2002  | 2003  | 2004  | 2007  | 2008  | 2009  | 2012  | 2013  |
| --------- | ----- | ----- | ----- | ----- | ----- | ----- | ----- | ----- | ----- | ----- | ----- | ----- |
| Einwohner | 3.331 | 3.286 | 3.241 | 3.197 | 3.172 | 3.123 | 3.098 | 2.994 | 2.988 | 2.943 | 2.858 | 2.856 |

 Datenquelle: Statistisches Landesamt Sachsen

### Religionen
Folgende Kirchgemeinden und Glaubensgemeinschaften gibt es im Ort:
- Ev.-Luth. Kirche Rothenkirchen (Kirchspiel Rothenkirchen in Ephorie Auerbach)
- Ev.-Luth. Kirche Wernesgrün (Kirchspiel Rothenkirchen in Ephorie Auerbach)
- Ev.-Luth. Kreuzkirche Wildenau (Kirchspiel in Ephorie Zwickau)
- Landeskirchliche Gemeinschaft Rothenkirchen
- Landeskirchliche Gemeinschaft Wildenau
- Neuapostolische Kirche in Rothenkirchen

## Gedenkstätten
Eine Grabstätte mit Gedenktafel auf dem Friedhof des Ortsteiles Wernesgrün erinnert an vier unbekannte KZ-Häftlinge, die bei einem Todesmarsch vom Außenlager Lengenfeld (Vogtland) des KZ Flossenbürg im Frühjahr 1945 von SS-Männern ermordet wurden.
Des Weiteren befindet sich im Ortsteil Wernesgrün eine Gedenkstätte, die an den im Ort geborenen Ingenieurwissenschaftler Johann Andreas Schubert erinnert.
Am heutigen Rathaus in Rothenkirchen, wo sich ebenfalls der ehemalige Bahnhof mit einer historischen Bahnhofsuhr befindet, erinnert ein Rollwagen und ein Prellbock an die ehemalige Schmalspurbahn Wilkau-Haßlau–Carlsfeld (WCd).

## Politik

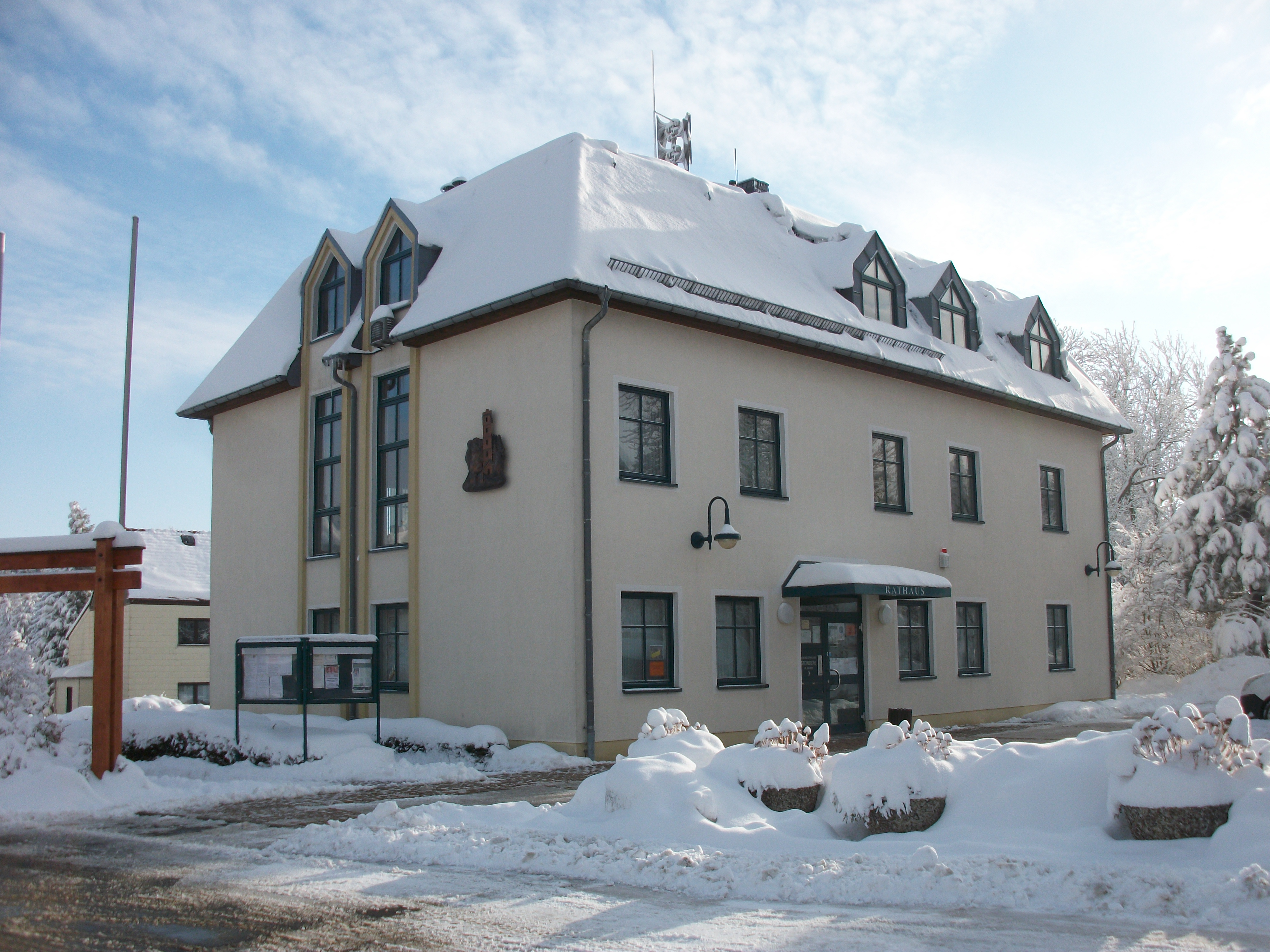
Rathaus Gemeinde Steinberg in Rothenkirchen

- Grüne: 1
- ISP: 1
- FWG: 2
- Wilfert: 1
- CDU: 7
- AfD: 1

Die AfD kann einen Sitz nicht besetzen. Der Gemeinderat verkleinert sich entsprechend.

### Gemeinderat
Seit der Gemeinderatswahl am 9. Juni 2024 verteilen sich die 13 Sitze des Gemeinderates folgendermaßen auf die einzelnen Gruppierungen:
- CDU: 7 Sitze
- Freie Wählergruppe Steinberg (FWG): 2 Sitze
- AfD: 1 Sitz (ein Sitz bleibt mangels Kandidaten unbesetzt)
- Frank Wilfert: 1 Sitz
- Interessengemeinschaft des Sport- und Feuerwehrvereins (IGS): 1 Sitz
- Grüne: 1 Sitz

| Wahlvorschlag                                          | 2024   | 2024   | 2019   | 2019   | 2014   | 2014   | 2009   | 2009   | 2004   | 2004   | 1999   | 1999   | 1994   | 1994   |
| Wahlvorschlag                                          | Sitze  | in %   | Sitze  | in %   | Sitze  | in %   | Sitze  | in %   | Sitze  | in %   | Sitze  | in %   | Sitze  | in %   |
| ------------------------------------------------------ | ------ | ------ | ------ | ------ | ------ | ------ | ------ | ------ | ------ | ------ | ------ | ------ | ------ | ------ |
| CDU                                                    | 13     | 47,4   | 9      | 54,5   | 10     | 65,5   | 11     | 62,9   | 11     | 66,3   | 11     | 69,0   | 11     | 61,3   |
| AfD                                                    | 1      | 17,1   | –      | –      | –      | –      | –      | –      | –      | –      | –      | –      | –      | –      |
| Freie Wählergruppe Steinberg                           | 2      | 14,5   | 3      | 21,8   | 2      | 14,1   | 3      | 21,1   | 3      | 20,8   | 2      | 17,9   | 3      | 22,3   |
| Frank Wilfert                                          | 1      | 9,4    | 1      | 10,1   | –      | –      | –      | –      | –      | –      | –      | –      | –      | –      |
| Interessengemeinschaft des Sport- und Feuerwehrvereins | 1      | 8,1    | 1      | 8,4    | 1      | 8,5    | 1      | 7,2    | –      | –      | –      | –      | –      | –      |
| Grüne                                                  | 1      | 3,5    | –      | 5,3    | –      | 4,4    | –      | –      | –      | –      | –      | –      | –      | –      |
| FDP                                                    | –      | –      | –      | –      | 1      | 7,6    | 1      | 8,8    | 2      | 12,9   | 2      | 13,0   | 2      | 16,5   |
| Wahlbeteiligung                                        | 75,1 % | 75,1 % | 65,6 % | 65,6 % | 52,7 % | 52,7 % | 51,6 % | 51,6 % | 47,4 % | 47,4 % | 57,8 % | 57,8 % | 78,2 % | 78,2 % |

### Bürgermeister
Der hauptamtliche Bürgermeister Andreas Gruner wurde im Juni 2015 gewählt. Er ist Nachfolger von Günther Pührer. Als einziger Bewerber wurde Gruner am 12. Juni 2022 im ersten Wahlgang mit 97,7 % (1.160 Stimmen) im Amt bestätigt. 27 Wähler schrieben weitere Personen auf den Wahlschein.
| Wahl | Bürgermeister  | Vorschlag | Wahlergebnis (in %) |
| ---- | -------------- | --------- | ------------------- |
| 2022 | Andreas Gruner | CDU       | 97,7                |
| 2015 | Andreas Gruner | CDU       | 97,3                |
| 2008 | Günter Pührer  | CDU       | 53,5                |
| 2001 | Bernd Roßberg  | CDU       | 99,0                |

### Ortspartnerschaften
Steinberg unterhält partnerschaftliche Beziehungen mit Hünfeld in Hessen, Chyše in der Tschechischen Republik und Simontornya in Ungarn.
Die Gemeinde gibt ein gemeinsames Amtsblatt mit Rodewisch heraus. Die Stadt nimmt auch einige Aufgaben der Gemeinde mit wahr. Dazu gehören bspw. die Standesamtlichen.

### Wappen
| Wappen von Steinberg |
| heraldisch rechts oben: vermutlich Hopfen als Verweis auf die Wernesgrüner Brauerei heraldisch links oben: vermutlich der Steinbergturm heraldisch links unten: ein Moosmann |

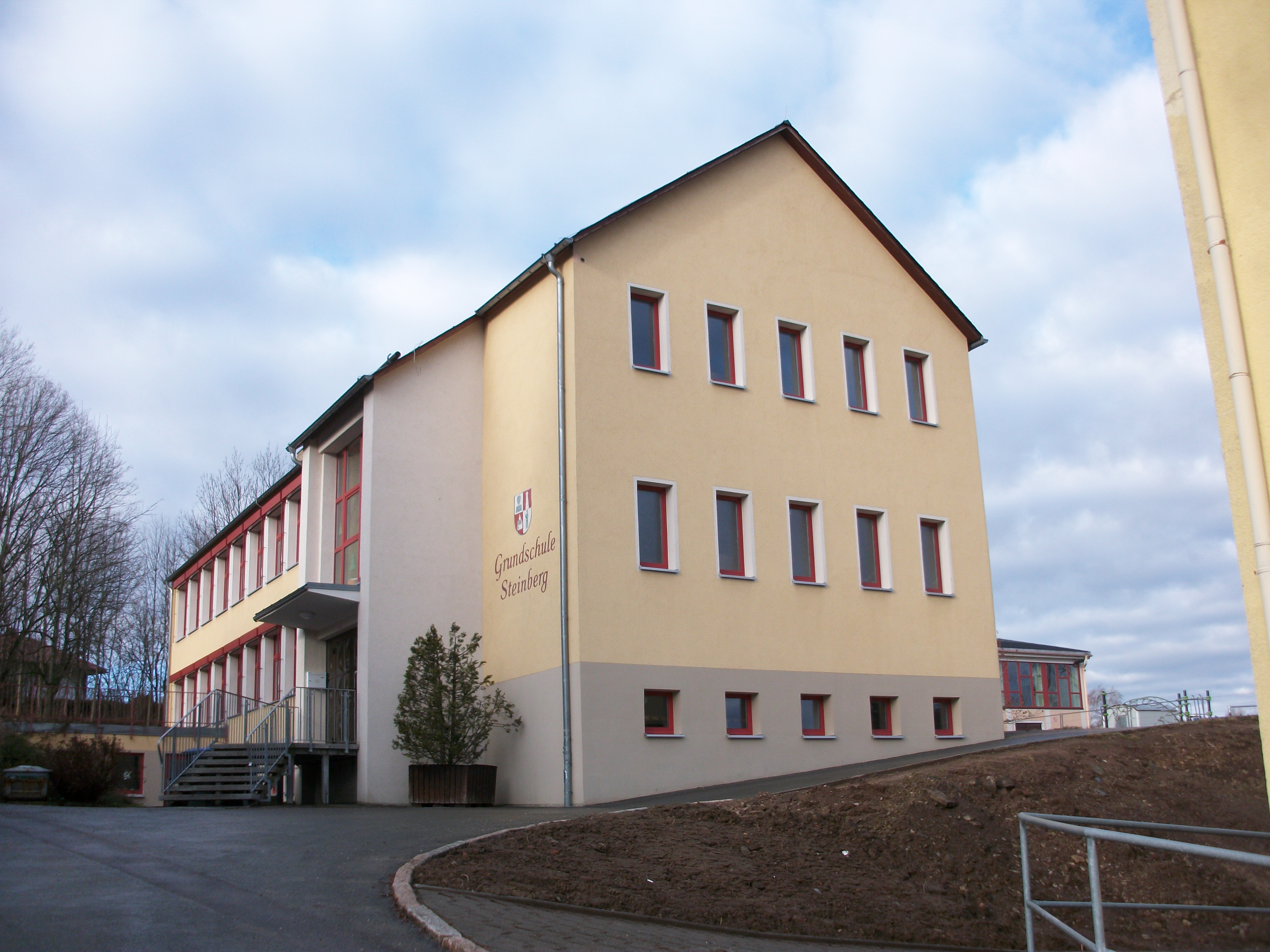
Grundschule Steinberg in Rothenkirchen

## Kultur und Sehenswürdigkeiten
Die Hauptattraktion und auch das namensgebende geographische Zentrum der Gemeinde ist der Steinberg mit einer Höhe von 659 Metern. Dort befindet sich neben dem 17,5 Meter hohen Aussichtsturm auch eine Gaststätte.
Sehenswert sind vor allem auch die Kirchen der einzelnen Ortsteile.
Durch die Gemeinde verläuft der Vogtland Panorama Weg, der 2005 als erster ostdeutscher Wanderweg mit dem Gütesiegel „Qualitätsweg Wanderbares Deutschland“ vom Deutschen Wanderverband ausgezeichnet wurde und die Zertifizierung 2008 verteidigen konnte.

## Natur am Steinberg

### Landschaftscharakteristik
„Der vor allem von N her weithin auffällige südliche Kontakthof des Kirchberger Granits hat die Gestalt eines asymmetrischen Härtlingsrückens mit steiler, etwa 100 m hoher Nordflanke.“
Das Steinberggebiet zählt zum Naturraum Westerzgebirge, unterteilt (von Nord nach Süd im Wesentlichen) in die Kleinlandschaften „Wildenauer Kleinkuppen-Kurzrücken-Gebiet“ (Nr. 1.11 = untere Gebirgslage), „Steinbergrücken-Kontakthof“ (2.7), „Rützen/-Wernesgrüner Tal-Riedelgebiet“ (2.6) und „Rothenkrichener Hochfläche“ (2.8) (2.6–2.8 = mittlere Gebirgslagen).
Dem Rückenscheitel sitzen mehrere und zum Teil felsige Kleinkuppen auf, so (von West nach Ost) Jüdenstein (583 m), Uhufelsen (? m), Steinberg (657), Jolystein (661 m), Die Felsen (? m) und Mausberg (639 m).

### Waldbiotope
Insbesondere die geologische Vorprägung (Kontakthof) des Steinberggebietes bedingte die Entstehung verschiedener, besonders geschützter (§) Fels- bzw. Hangschutt-Waldbiotoptypen vor allem entlang des Kammbereiches.
Beispielsweise
- als „Naturnaher Fichten-Blockschuttwald – LRT 9410“  mit „Singularitätscharakter“ (Hempel et al. 1987) in Form der Betulo pubescens-Sorbus aucuparia-Gesellschaft;
- als „Natürliche basenarme Silikatfelsen – LRT 8220“ und
- als „Silikatschutthalden – LRT 8150“.

Die basenarmen Sicker-Hangquellen (§) sind meist als Birken-Erlen-Bruchwald mit Rippenfarn ausgeprägt. Deren bislang stetige Wasserführung ist von besonderer Bedeutung für den Landschaftswasserhaushalt.

## Sport
In den einzelnen Ortsteilen befinden sich mit der SV Londa Rothenkirchen, dem SV Grün-Weiss Wernesgrün und dem SV 08 Wildenau jeweils ein Fußballverein und in Rothenkirchen gibt es einen Schützenverein.

## Wirtschaft und Infrastruktur

### Verkehr
Durch die Ortsteile Wernesgrün und Rothenkirchen führt die Bundesstraße 169. Bis in die 1970er Jahre hinein besaß Rothenkirchen einen Anschluss an die 750-mm-Schmalspurbahn Wilkau-Haßlau–Carlsfeld.
Die meisten Ortsteile der Gemeinde Steinberg sind über die TaktBus-Linie 64 des Verkehrsverbunds Vogtland zweistündlich mit Rodewisch und Schönheide verbunden. Wildenau ist über die RufBus-Linie 65 nach Rodewisch erschlossen. Rothenkirchen wird zudem von der Linie 146 nach Bärenwalde mit Anschluss an die PlusBus-Linie 136 nach Zwickau angefahren, diese Verbindung wird vom Regionalverkehr Westsachsen bedient.

### Ansässige Unternehmen

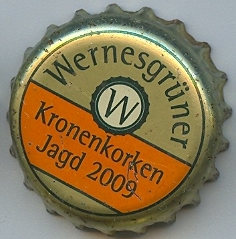
Wernesgrüner Kronkorken

- Der Ortsteil Wernesgrün ist Sitz der Wernesgrüner Brauerei.
- Rothenkirchen war bis kurz nach dem Krieg Sitz des Haarpflegeherstellers Wella. Heute befindet sich ein Werk der Wella-Tochter Londa in Rothenkirchen. Wella selbst ist ein Tochterunternehmen von Procter & Gamble.
- Die Zahoransky AG besitzt mit der Zahoransky GmbH Formen- und Werkzeugbau eine Niederlassung in Rothenkirchen.
- Einer der ältesten Betriebe des Ortes, der sich noch heute in Familienbesitz befindet, ist die seit 1837 bestehende Schmiederei Ebert, heute ein regional bekannter Metallbaubetrieb.
- Des Weiteren befinden sich im Ortsteil Rothenkirchen die Produktionsgebäude der Firma Beeren-, Wild-, Feinfrucht GmbH kurz „BWF“, welche auf eine lange Tradition zurückblicken kann.
- Ebenso befindet sich im Ortsteil Rothenkirchen die EHG-Rohrherstellung, die Edelstahlrohre produziert.

## Persönlichkeiten
- Johann Andreas Schubert (1808–1870), Konstrukteur der Göltzschtalbrücke, der ersten deutschen Lokomotive und des ersten Elbdampfschiffes
- Hermann Möckel (1849–1920), Seminaroberlehrer, Stadtverordnetenvorsteher, Mitbegründer des Erzgebirgsvereins
- Ottomar Singer (1865–1945), Unternehmer in Rothenkirchen und Politiker (NLP), MdL (Königreich Sachsen)
- Karl Ströher (1890–1977), Unternehmer, Förderer der NSDAP und Kunstmäzen
- Ullrich Böhme (* 1956), 1986–2021 Thomasorganist in Leipzig, Prof. an der Hochschule für Musik und Theater „Felix Mendelssohn Bartholdy“ Leipzig